# (7553) Buie
(7553) Buie ist ein Asteroid des inneren Hauptgürtels, der am 30. März 1981 vom US-amerikanischen Astronomen Edward L. G. Bowell an der Anderson Mesa Station (IAU-Code 688) des Lowell-Observatoriums in Coconino County entdeckt wurde.
Der Himmelskörper gehört zur Nysa-Gruppe, einer nach (44) Nysa benannten Gruppe von Asteroiden (auch Hertha-Familie genannt, nach (135) Hertha).
Der Asteroid wurde am 28. Juli 1999 nach dem US-amerikanischen Astronomen und Planetologen Marc William Buie (* 1958) benannt, der sein Hauptinteresse den Objekten des äußeren Sonnensystems widmet und federführend am Deep-Ecliptic-Survey-Projekt beteiligt ist.